# Pueblo en vilo
Pueblo en vilo. Microhistoria de San José de Gracia (1968) es un texto escrito por el historiador mexicano Luis González y González. Considerado fundador de la microhistoria en México, el autor cuenta la historia de su pueblo natal, San José de Gracia, Michoacán.   El libro habla del pequeño pueblo desde épocas de la conquista española hasta mediados del siglo XX. Ha sido traducido a varios idiomas.
Publicado en 1968, Pueblo en vilo es la obra más importante del estudio de Luis González y González en los pequeños acontecimientos que conforman la realidad de su país, vistos desde una perspectiva muy personal. En el libro, el historiador mexicano expone la realidad de todo un país mediante el estudio de una pequeña población—insignificante en la historia—la cual conforma el “todo” de la verdadera realidad mexicana.

## Contexto
Luis González y González publicó Pueblo en vilo durante su estancia como profesor permanente de El Colegio de México, donde también ejerció como director del Centro de Estudios Históricos. En esta obra utiliza al máximo sus habilidades historiográficas y emplea una variedad de fuentes; la mayoría de las cuales pertenecen a las denominadas fuentes primarias. Entre estas está el uso de colecciones particulares de libros, documentos personales, libros de cuentas de amigos y familiares, así como recuerdos personales.

## Argumento
San José de Gracia es un pequeño pueblo en el estado de Michoacán en el que—al parecer—no ocurren hechos históricos de importancia. Para 1860, el pueblo había tenido ya cinco vidas, siendo poblado y abandonado en distintos momentos históricos. No fue hasta entonces que se establecieron ahí las primeras 16 rancherías, apartadas una de otra, que se convertirían en lo que es hoy San José de Gracia. 
El pueblo, sujeto a la vicaría eclesiástica de Cojumatlán, se desarrolló de manera casi independiente y con poco contacto del exterior. Los sucesos históricos de mediados del siglo XIX y principios del siglo XX tuvieron poca influencia sobre la pequeña población de San José de Gracia. Sin embargo, los habitantes de San José desarrollaron una identidad típica mexicana—claro, con algunas peculiaridades propias.
La sociedad de San José tomó una configuración patriarcal, con el abuelo como cabeza familiar y la mujer como el sustituto inmediato a falta de una figura masculina. La unidad familiar, el padrinazgo, el compadrazgo y el trabajo hogareño rigieron la vida del pueblo durante los primeros decenios de su existencia. La religión católica era practicada. Se vivía una vida sencilla con un peculiar sentimiento de orgullo por su ascendencia española. 
A pesar de la baja escolaridad y alto grado de analfabetismo, los habitantes de San José conocían una gran cantidad de refranes útiles para casi cualquier ocasión. De esta manera se desarrolló la vida del pueblo durante varias generaciones, hasta que la influencia del exterior fue impostergable.
El autor expone a través de una clara distinción temporal los cambios que ha sufrido San José de Gracia a lo largo de su existencia. Hace una división en tres etapas que van de 1901-1910, 1933-1943, a 1943-1956. En cada una expone, a través de relaciones entre habitantes y ejemplos específicos, las transformaciones que se han llevado a cabo con el pasar de los años.

## Documental
La adaptación del libro se realizó en 1995 bajo la dirección de Patricio Guzmán, documentalista y cineasta chileno. La producción corrió a cargo de Les Films d’Ici, productora de origen francés. 
En esta adaptación se expande el lapso histórico documentado en el libro hasta la década de 1990. El autor y su familia, junto con muchos de los personajes mencionados en el libro, aparecen como parte de los entrevistados. En el documental se expande hasta la actualidad el recuento de los cambios que ha sufrido San José de Gracia a través de la historia.